# 플로리다 실스
| 플로리다 실스   |                                                           |
| 설립연도        | 2002년 2005년 (SPHL 가입)                                 |
| 해체연도        | 2007년                                                    |
| 역사            | 올랜도 실스 (2002년~2005년) 플로리다 실스 (2005년~2007년) |
| 경기장          | 실버 스퍼스 아레나                                        |
| 연고지          | 플로리다주 키시미                                         |
| 상징색          | 파랑, 검정, 빨강, 회색, 하양                              |
| 구단주          |                                                           |
| 단장            |                                                           |
| 감독            |                                                           |
| 정규시즌 우승   | ACHL : 1 (2003)                                           |
| 플레이오프 우승 | ACHL : 1 (2003)                                           |
| 영구 결번       |                                                           |

플로리다 실스(Florida Seals)는 미국 플로리다주 키시미를 연고지로 2005년부터 2007년까지 SPHL 소속되었던 아이스 하키팀이다.

## 역대 홈경기장
| 경기장             | 사용기간      | 수용인원 | 장소              | 비고 |
| ------------------ | ------------- | -------- | ----------------- | ---- |
| 플로리다 실스      |               |          |                   |      |
| 실버 스퍼스 아레나 | 2005년~2007년 | 8,000명  | 플로리다주 키시미 | 빈칸 |